# Jim Hodges

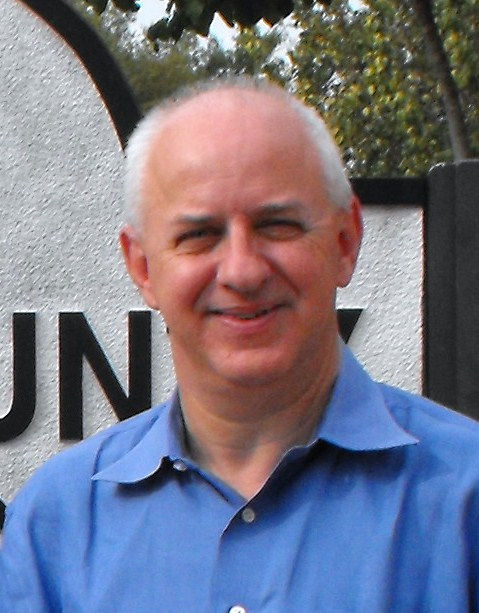
Jim Hodges (2008)

James „Jim“ Hovis Hodges (* 19. November 1956 in Lancaster, South Carolina) ist ein US-amerikanischer Politiker. Er war zwischen 1999 und 2003 Gouverneur von South Carolina.

## Frühe Jahre
James Hodges besuchte das Davidson College und die University of South Carolina. Dort studierte er unter anderem Jura. Nach seiner Zulassung als Anwalt praktizierte er in Lancaster. Er wurde außerdem Staatsanwalt für das Lancaster County. Gleichzeitig war er noch an verschiedene privaten Geschäften beteiligt. Zwischen 1987 und 1998 war er elf Jahre lang Abgeordneter im Landesparlament von South Carolina. Im Jahr 1998 wurde er von der Demokratischen Partei für das Amt des Gouverneurs aufgestellt. Er gewann die anschließenden Wahlen gegen den Amtsinhaber David Muldrow Beasley mit 53,3 % der Stimmen. Dabei kam ihm die ablehnende Haltung Beasleys in der Frage nach ganztägigen Kindergärten entgegen. Mit Beasley wurde erstmals seit 1876 ein amtierender Gouverneur abgewählt.

## Gouverneur von South Carolina
Während seiner Amtszeit förderte Hodges die Bildungspolitik. Er gründete eine staatliche Lotterie, aus deren Gewinn von etwa einer Milliarde Dollar neue Schulen gebaut werden konnten und die Versorgung der Kinder im Vorschulalter verbessert werden konnte. Trotzdem konnte der Gouverneur nicht alle Probleme im Bereich der Bildungspolitik lösen. Im Zusammenhang mit seinem Management während des Hurrikans „Floyd“ im Jahr 1999 geriet der Gouverneur unter Druck. Man warf ihm organisatorische Fehler in der Vorbereitung auf den Sturm vor. Im Jahr 2002 bewarb sich Hodges um seine Wiederwahl, er unterlag aber seinem Republikanischen Gegenkandidaten Mark Sanford.

## Weiterer Lebenslauf
Seit dem Ende seiner Amtszeit ist Hodges Vorsitzender der Hodges Consulting Group, einer privaten Gesellschaft mit Zweigstellen in Columbia, South Carolina und Charlotte, North Carolina. Diese Gesellschaft berät ihre Klienten im Umgang mit staatlichen Behörden und gibt Hilfestellungen in schwierigen geschäftlichen Lagen. Im Präsidentschaftswahlkampf des Jahres 2008 unterstützte Hodges den Demokratischen Bewerber Barack Obama. Hodges lebt mit seiner Frau Rachel und ihren zwei Kindern in Columbia.